# NGC 953
NGC 953 је елиптична галаксија у сазвежђу Троугао која се налази на NGC листи објеката дубоког неба.
Деклинација објекта је + 29° 35' 20" а ректасцензија 2h 31m 9,8s. Привидна величина (магнитуда) објекта NGC 953 износи 13,5 а фотографска магнитуда 14,5. NGC 953 је још познат и под ознакама UGC 1991, MCG 5-7-1, CGCG 504-104, CGCG 505-1, PGC 9586.